# Tumor mozga
Tumor mozga nastaje kada se abnormalne stanice formiraju unutar mozga.
Postoje dvije glavne vrste tumora: maligni (kancerogeni) tumori i benigni (nekancerogeni) tumori. Oni se dalje mogu klasificirati kao primarni tumori, koji počinju unutar mozga, i sekundarni tumori, koji se najčešće šire iz tumora smještenih izvan mozga, poznati kao tumori s metastazama u mozgu. Sve vrste tumora mozga mogu proizvesti simptome koji variraju ovisno o veličini tumora i dijelu mozga koji je zahvaćen. Tamo gdje simptomi postoje, mogu uključivati: glavobolje, napadaje, probleme s vidom, povraćanje i mentalne promjene. Ostali simptomi mogu uključivati poteškoće pri hodanju, govoru, osjećaje ili gubitak svijesti.
Uzrok većine tumora mozga je nepoznat, iako do 4% tumora mozga može biti uzrokovano CT zračenjem. Neuobičajeni čimbenici rizika uključuju: izloženost vinil kloridu, Epstein-Barr virusu, ionizirajućem zračenju i nasljednim sindromima kao što su: neurofibromatoza, tuberozna skleroza i von Hippel-Lindauova bolest. Studije o izloženosti mobilnim telefonima nisu pokazale jasan rizik. Najčešći tipovi primarnih tumora u odraslih su meningeomi (obično benigni) i astrocitomi kao što su glioblastomi. U djece je najčešći tip maligni meduloblastom. Dijagnoza se obično postavlja liječničkim pregledom uz računalnu tomografiju (CT) ili magnetsku rezonanciju (MRI). Rezultat se zatim često potvrđuje biopsijom. Na temelju nalaza tumori se dijele na različite stupnjeve težine.
Liječenje može uključivati neku kombinaciju operacije, terapije zračenjem i kemoterapije. Ako se jave napadaji, može biti potreban antikonvulzivni lijek. Deksametazon i furosemid su lijekovi koji se mogu koristiti za smanjenje oteklina oko tumora. Neki tumori rastu postupno, zahtijevajući samo praćenje i možda ne trebaju daljnje intervencije. Proučavaju se tretmani koji koriste imunološki sustav osobe. Ishodi za maligne tumore znatno variraju ovisno o vrsti tumora i koliko se daleko proširio u trenutku dijagnoze. Iako benigni tumori rastu samo u jednom području, oni ipak mogu biti opasni po život, ovisno o njihovoj veličini i položaju. Maligni glioblastomi obično imaju vrlo loše ishode, dok benigni meningeomi obično imaju dobre ishode. Prosječna petogodišnja stopa preživljenja za sve (maligne) tumore mozga u Sjedinjenim Državama je 33%.